# Wasilij Korniew
Wasilij Stiepanowicz Korniew (ros. Василий Степанович Корнев, ur. 11 marca?/23 marca 1889 w guberni riazańskiej, zm. 9 czerwca 1939 w Butyrkach w Moskwie) – radziecki polityk.

## Życiorys
Studiował w aleksandrowskim seminarium nauczycielskim i Moskiewskim Instytucie Nauczycielskim, potem pracował jako nauczyciel. W latach 1915–1918 służył w rosyjskiej armii, uczestnik I wojny światowej, wzięty do niewoli w Rumunii, od kwietnia 1917 członek SDPRR(b). Od czerwca 1918 do 24 listopada 1919 przewodniczący gubernialnego komitetu RKP(b) w Riazaniu, równocześnie od czerwca 1918 do 26 marca 1919 przewodniczący Komitetu Wykonawczego Riazańskiej Rady Gubernialnej, od 28 marca do listopada 1919 przewodniczący gubernialnego komitetu rewolucyjnego w Riazaniu, od marca do grudnia 1919 komisarz wojskowy guberni riazańskiej. Od grudnia 1919 do marca 1920 komisarz wojskowy guberni charkowskiej, później zastępca przewodniczącego Rady Wojskowej wojsk zmilitaryzowanej ochrony Czeki przy Radzie Komisarzy Ludowych RFSRR, od kwietnia 1920 dowódca tych wojsk. W styczniu-lutym 1921 szef sztabu wojsk Czeki przy Radzie Komisarzy Ludowych RFSRR, od 5 lutego 1921 do 19 czerwca 1922 szef Milicji Robotniczo-Chłopskiej NKWD RFSRR, od lipca do września 1922 i ponownie 1923-1924 przewodniczący Komitetu Wykonawczego Gubernialnej Rady Tomskiej, 1924–1925 przewodniczący Komitetu Wykonawczego Gubernialnej Rady Omskiej, 1925–1929 przewodniczący Syberyjskiego Krajowego Sownarchozu. Od 11 czerwca 1929 do marca 1930 zastępca ludowego komisarza spraw wewnętrznych RFSRR, od 13 sierpnia 1930 do lutego 1932 zastępca przewodniczącego Najwyższej Rady Gospodarki Narodowej RFSRR, od lutego 1932 do września 1933 szef Zarządu Przemysłu Perfumeryjnego Ludowego Komisariatu Przemysłu Lekkiego RFSRR i zastępca ludowego komisarza przemysłu lekkiego RFSRR, 1933–1937 szef budowy kombinatu tekstylnego w Taszkencie, później zarządca trustu przemysłu lekkiego. 20 września 1938 aresztowany, zmarł w więzieniu butyrskim w Moskwie.

## Odznaczenia
- Order Świętego Stanisława III klasy
- Order Świętej Anny III klasy
- Order Czerwonego Sztandaru (1922)
- Order Czerwonego Sztandaru Pracy (3 kwietnia 1936)